# Koppevirus
Koppevirus eller Variola-virus, VARV, er en virus, der forårsagede kopper, en virussygdom, der nu er elimineret. Variola-virus tilhører slægten Orthopoxvirus, familien Poxviridae og underfamilien Orthopoxvirus. Nært beslægtet med Variola-virus er Vaccinia-virus, VACV, Cowpox-virus, CPXV, og Abekoppevirus (Monkeypox-virus, MPXV), der alle kan inficere mennesker.
Variola-virus er en stor murstensformet membrankappet virus, der måler ca. 302 til 350 nm x 244 til 270 nm, med et genom af enkelt lineært dsDNA (dobbeltstrenget DNA) med 186 102 bp og indeholdende en hårnåleslynge i hver ende. Genomet koder for mere end 200 proteiner. De to klassiske arter af koppe-virus er Variola major og Variola minor.
Poxvirus livscyklus kompliceres ved at have flere infektiøse former med en til tre membrankapper med forskellige mekanismer til indtrængning i værtscellen. Poxvirus er unik blandt DNA-virus, idet de replikerer sig i værtscellens cytoplasma snarere end i kernen. For at replikere, producerer poxvirus en række specialiserede proteiner, der ikke produceres af andre DNA-virus, hvoraf den vigtigste er en virus-associeret DNA-afhængig RNA-polymerase.

## Eliminering
Kopper blev elimineret gennem et globalt vaccinationsprogram med Vaccinia-virus, der er nært beslægtet med Variola-virus. Kopper blev endeligt elimineret i 1979.
Variolavirus opbevares nu kun to steder i verden under stor sikkerhed:
Centers for Disease Control and Prevention, CDC i USA og Forskningsinstituttet for virologi og bioteknologi VEKTOR i Rusland (Rus. Федеральное бюджетное учреждение науки «Государственный научный центр вирусологии и биотехнологии „Вектор“» федеральной службы по надзору в сфере защиты прав потребителей и благополучия человека (ГНЦ ВБ «Ве́ктор»)).

## Nærtbeslægtede arter
- Camelpox virus
- Cowpox virus
- Ectromelia virus
- Abekoppevirus eller Monkeypox virus
- Raccoonpox virus
- Skunkpox virus
- Taterapox virus
- Vaccinia virus
- Volepox virus

## Membrankappen
Både virioner med en, to eller tre membrankapper er smitsomme. Det vides ikke med sikkerhed om alle membrankapperne er modificerede Golgi-membraner.

## Proteiner
Variola genomet koder bl.a. for 10 proteiner, der regulerer genaktiviteten (initieringsfaktorer og transkriptionsfaktorer), plus omkring 100 proteiner involveret i transkriptionen, bl.a.:
- Topoisomerase 1B
- DNA-afhængig RNA-polymerase

Variola genomet koder desuden for proteiner, der hæmmer værtens immunsystem, immun-modulatorer og virulens-faktorer:
- SPICE (smallpox inhibitor of complement enzymes), der er homolog til vaccinia virus complement-control protein (VCP)
- CKBP-II, CBP-II, vCCI (chemokine-binding protein type II ), which binds CC-chemokine receptors.

Membrankapperne indeholder virusspecifikke proteiner, bl.a.:
- Overfladeproteinet L1 [4]
- Hæmagglutinin.